# Johnny Blue
Johnny Blue war der deutsche Beitrag für den Eurovision Song Contest 1981. Das Lied wurde von Bernd Meinunger und Ralph Siegel geschrieben und von Lena Valaitis interpretiert. Es erreichte 132 Punkte und landete auf dem 2. Platz. Dirigent und Arrangeur war Wolfgang Rödelberger.
Der Song handelt von einem blinden Jungen, der Gitarrespielen lernt.
Der Titel wurde auch auf Englisch eingesungen; dessen Text stammt von Zack Laurence.
In der ZDF-Hitparade wurde Johnny Blue nach der Sendung am 11. Mai 1981 auf Platz zwei gewählt; Lena Valaitis sang den Song daher in der darauffolgenden Sendung am 15. Juni 1981 erneut und erreichte erneut Platz zwei. Dies verschaffte ihr einen dritten Auftritt am 13. Juli 1981.